# Lo scheletro che balla
Lo scheletro che balla (The Coffin Dancer) è un romanzo del 1998 di Jeffery Deaver, scrittore statunitense, pubblicato per la prima volta in Italia nel 1999. Il romanzo è il secondo della serie di thriller nella quale è protagonista il criminologo Lincoln Rhyme.

## Trama
Una bomba piazzata su un jet privato di una compagnia di voli charter, la Hudson Air Charters, viene fatta esplodere nella fase di atterraggio, causando la morte del pilota Ed Carney e del copilota. Grazie alle informazioni relative ad un delitto avvenuto ad Alexandria qualche settimana prima, Lon Sellitto, detective del dipartimento di polizia di New York, riesce a collegare l'attentato al jet ad un noto assassino su commissione, chiamato lo Scheletro che balla per via di un macabro tatuaggio sull'avambraccio raffigurante la Danza macabra.
Il caso viene affidato ufficiosamente a Lincoln Rhyme, il criminalista tetraplegico che ha già in passato affrontato lo Scheletro, affiancato ancora dall'agente Amelia Sachs, oltre che da Sellitto e da Fred Dellray, agente dell'FBI. L'idea degli investigatori è che il delitto sia collegato ad un caso di traffico di armi, e che Phillip Hansen, il presunto mandante dello Scheletro che balla, intenda far sparire i testimoni a suo sfavore prima dell'udienza davanti al gran giurì.
Inizia così una corsa contro il tempo in difesa dei due testimoni superstiti, entrambi piloti della Hudson, Brit Hale e Percey Clay. Percey, la vedova di Ed, non vuole rassegnarsi al possibile fallimento della compagnia e pertanto dichiara ai detective che lei stessa piloterà il prossimo volo della Hudson, nonostante il rischio di essere uccisa dal killer.
Intanto la mente di Rhyme, aiutata dal corpo di Amelia e dalle sofisticate analisi di laboratorio di Mel Cooper, si preoccupa di prevedere le prossime mosse dello Scheletro ed eventualmente di catturarlo. La vicenda prosegue come una sorta di duello intellettuale fra Rhyme e lo Scheletro, che si dimostra un maestro nell'arte dell'inganno, mentre i tentativi di mettere in trappola il killer metteranno più volte a rischio la vita dei due testimoni.

## Curiosità
Oltre alla trama principale, in questo libro Jeffery Deaver inserisce informazioni supplementari sul passato di Rhyme, sulle circostanze del primo incontro tra lui e lo Scheletro, e ci dona gli sviluppi del rapporto particolare tra il criminalista tetraplegico e Amelia Sachs, che lo affianca.

## Edizioni
- Jeffery Deaver, Lo scheletro che balla, traduzione di Stefano Massaron, collana Romanzi e racconti, Sonzogno, 1998,  p. 381, ISBN 88-454-2427-8.

- Jeffery Deaver, Lo scheletro che balla, traduzione di Stefano Massaron, collana Best Thriller, Sonzogno, 2001,  p. 413, ISBN 88-462-0171-X.